# Португальська синагога (Амстердам)

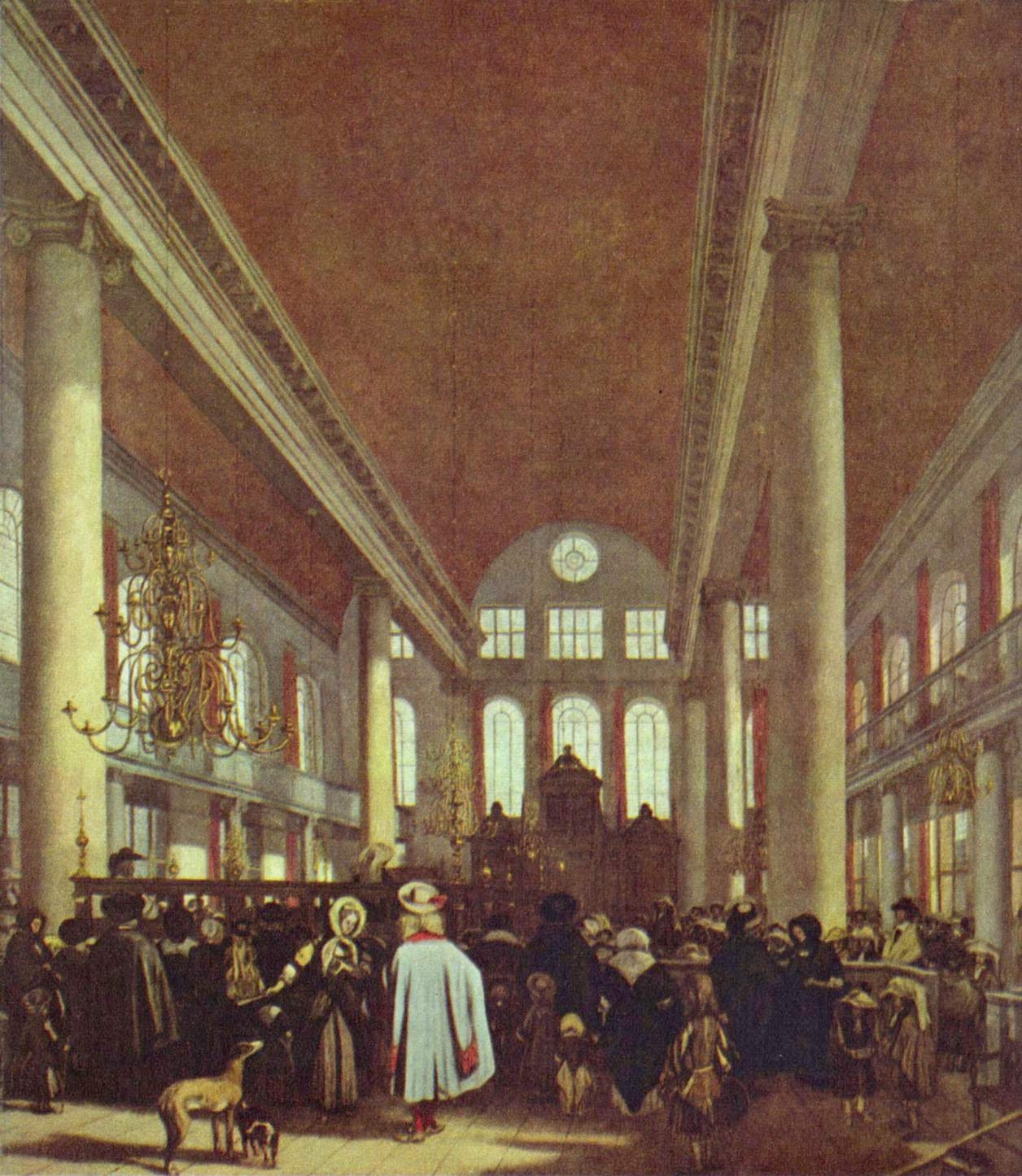
Малюнок інтер'єру Есноги Емануелем де Вітте (близько 1680)

Португальська синагога, також відома як Еснога, або Сноге — це сефардська синагога кінця 17 століття в Амстердамі, завершена в 1675 році. Еснога — це слово для синагоги в ладіно, традиційній юдейсько-іспанській мові сефардських євреїв.
Амстердамська сефардська громада була однією з найбільших і найбагатших єврейських громад в Європі під час Голландського Золотого століття, і їх велична синагога відображала це. Синагога залишається активним місцем поклоніння, а також є популярною туристичною визначною пам'яткою.

## Історія

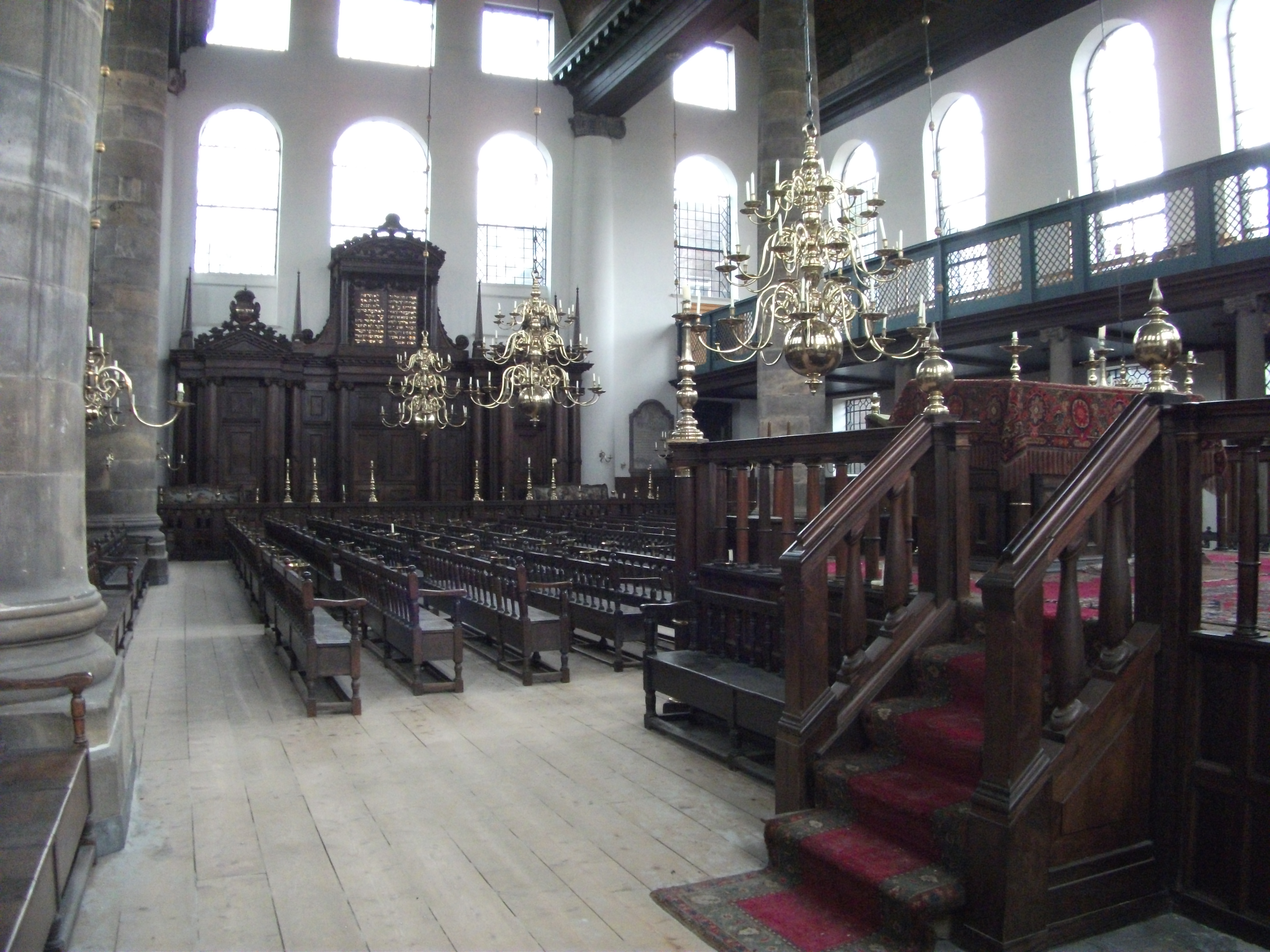
Просторий інтер'єр з лавками

Сефарди (на івриті — «євреї Іспанії») згідно з іспанським указом про Королівську Альгамбру в 1492 р., мали покинути Іспанію, або перейти в католицизм під загрозою страти. З близько 200 000 євреїв Іспанії на той час, приблизно половина навернулася; багато хто через примус, інші через соціальний та фінансовий тиск, що перешкоджав їхньому від'їзду, а деякі через справжнє релігійне переконання. Вони стали новими християнами єврейського походження в Іспанії або «конверсос» (тобто «наверненими» до католицизму).
Друга половина іспанських євреїв, які не навернулися, обрали вигнання, деякі пливли на південь (ставши північноафриканськими сефардами), інші йшли на схід (ставши східними сефардами), але більшість перетинали кордон на захід до Португалії.
У Португалії також було видано португальський указ проти євреїв у 1496 році. Португальський король, не бажаючи подібної втечі та відтоку мізків, як це сталося в Іспанії, заблокував порти Португалії на виїзд, а згодом визначив, що ті, хто залишився, погодились стати християнами за замовчуванням. Таким чином, євреї в Португалії були змушені навернутися в католицизм в 1496 році після указу і всі, крім небагатьох, кому вдалося втекти, стали новими християнами або конверсос.
Протягом наступних кількох століть інквізиція в Іспанії та Португалії продовжувала розслідувати бесіди їх нащадків за підозрами, що вони продовжували таємно сповідували юдаїзм. Насправді багато хто продовжував сповідувати юдаїзм за закритими дверима, публічно сповідуючи католицизм; іспанською та португальською мовами їх називали маррани.
Переслідування та судові розслідування інквізиції проти конверсос тривали до кінця 1800-х. Крім того, юридично існувала різниця прав між так званими старохристиянами та новохристиянами. Такий стан зберігався століттями, причому родовід людини завжди був записаний.
Багато з них бажали знову отримати свободу віросповідання та позбутися цього інституціоналізованого антисемітизму. Амстердам, на той час одне з найбільших міст у світі, міг забезпечити їх такими свободами.

У цьому історичному контексті істотна міграція конверсос з Піренейського півострова в Амстердам відбувалася з 1600-х до початку 1800-х років. Опинившись в Амстердамі, багато людей повернулися до юдаїзму відкрито та публічно. Вони називали себе португальськими євреями, навіть ті, хто прибув безпосередньо з Іспанії. Вони хотіли уникнути ототожнення з Іспанією, яка в той час перебувала у стані війни з Голландською Республікою під час Вісімдесятилітньої війни. Ця гілка юдаїзму також відома як західні сефарди.

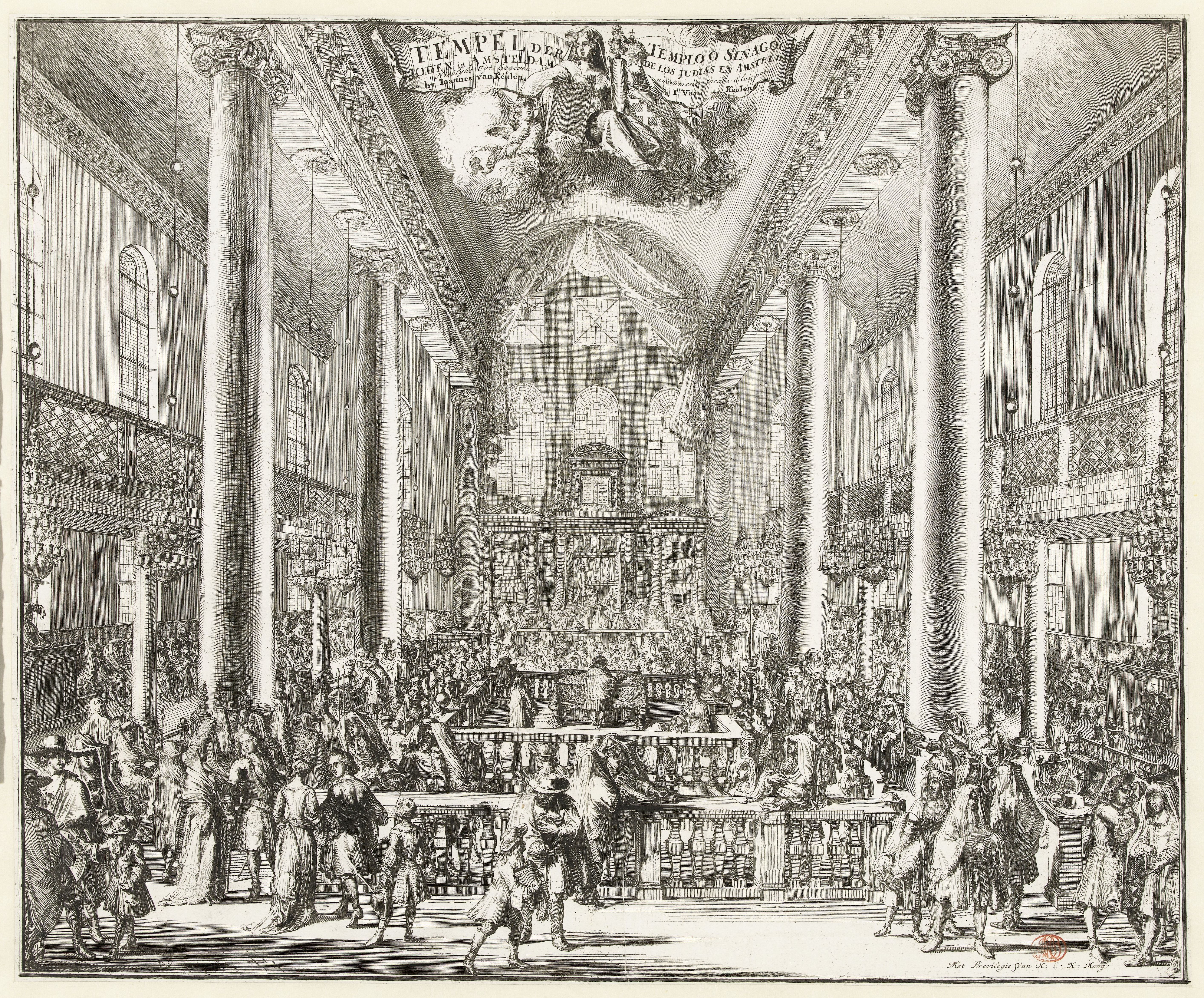
Інтер'єр португальської синагоги в 1695 році Ромена де Хуге

12 грудня 1670 року сефардська єврейська громада Амстердама придбала місце для будівництва синагоги, а 17 квітня 1671 року під наглядом архітектора Еліаса Бумана розпочались будівельні роботи. 2 серпня 1675 р. Еснога була закінчена. Дизайн заснований на планах храму царя Соломона.
Напис над входом — з Псалма 5: 8: «У великій милості Твоїй увійду до дому Твого». На фасаді також є написи «1672» — рік, у який передбачалося добудувати синагогу, та «Абоаб» — ім'я головного рабина, який ініціював проект будівництва.
Будівля окремо стоїть і спирається на дерев'яні палі; склепіння фундаменту можна переглянути на човні з води каналу під синагогою. Вхід до головної синагоги знаходиться біля невеликого внутрішнього дворика, огородженого низькими будівлями, в яких розміщується зимова синагога, офіси та архіви, будинки різних чиновників, рабинат, морг та відома бібліотека Етц Хаїм. Інтер'єр синагоги — це єдиний, дуже високий прямокутний простір, що зберігає свої оригінальні дерев'яні лавки. Підлога була покрита дрібним піском, за старою голландською традицією, щоб поглинати пил, вологу та бруд від взуття та приглушувати шум. Лише п'ять синагог у світі мали піщану підлогу, і ця єдина з такою підлогою вижила за межами Карибського регіону.
Під час реконструкції 1955—1959 років колишня аудиторія семінарії Етц Хаїм була перероблена під зимову синагогу; додано центральне опалення та електричне освітлення. Лавки були взяті з синагоги, побудованої в 1639 році. Ковчег виготовлений із міцного шматка дерева жакаранди з Бразилії, а головне святилище не має жодної внутрішньої електричної системи; при необхідності запалюються дві люстри, на яких вміщено 1000 свічок.
Євреї-сефарди в Амстердамі були відомі як «перші сучасні євреї», оскільки вони першими розрізнили релігійну та світську сфери свого особистого та колективного життя. Їхнє релігійне життя було зосереджене насамперед на синагозі, релігійному календарі та бажання забезпечити єврейську освіту для своїх дітей.
Під час Голокосту об'єкт планувався стати центром депортації євреїв, проте Лео Палаче та команда добровольців зуміли відмовити нацистів від цього плану. Натомість будівля приховувала єврейські ритуальні предмети депортованих євреїв на стелі святилища та на горищі.
В Амстердамі було виявлено щоденник виконавчого директора Саломона Коутінью часів Другої світової, в якому описуються роботи та зусилля для захисту будівлі під час війни.

## Інтер'єр
Інтер'єр португальської синагоги — поздовжній іберійсько-сефардський тип. Святий Ковчег розташований у південно-східному куті будівлі та виходить на сторону Єрусалима. З іншого боку кімнати, навпроти ковчега, знаходиться тебах.
Жіноча галерея підтримується дванадцятьма кам'яними колонами, кожна з яких представляє одне з дванадцяти племен Ізраїлю. Окрім цих колон, є чотири великі мідні люстри, в яких вміщується тисяча свічок. Всі свічки запалюють у синагозі під час богослужінь. Світло цих свічок разом сяє крізь 72 вікна у будівлі.

## Галерея зображень

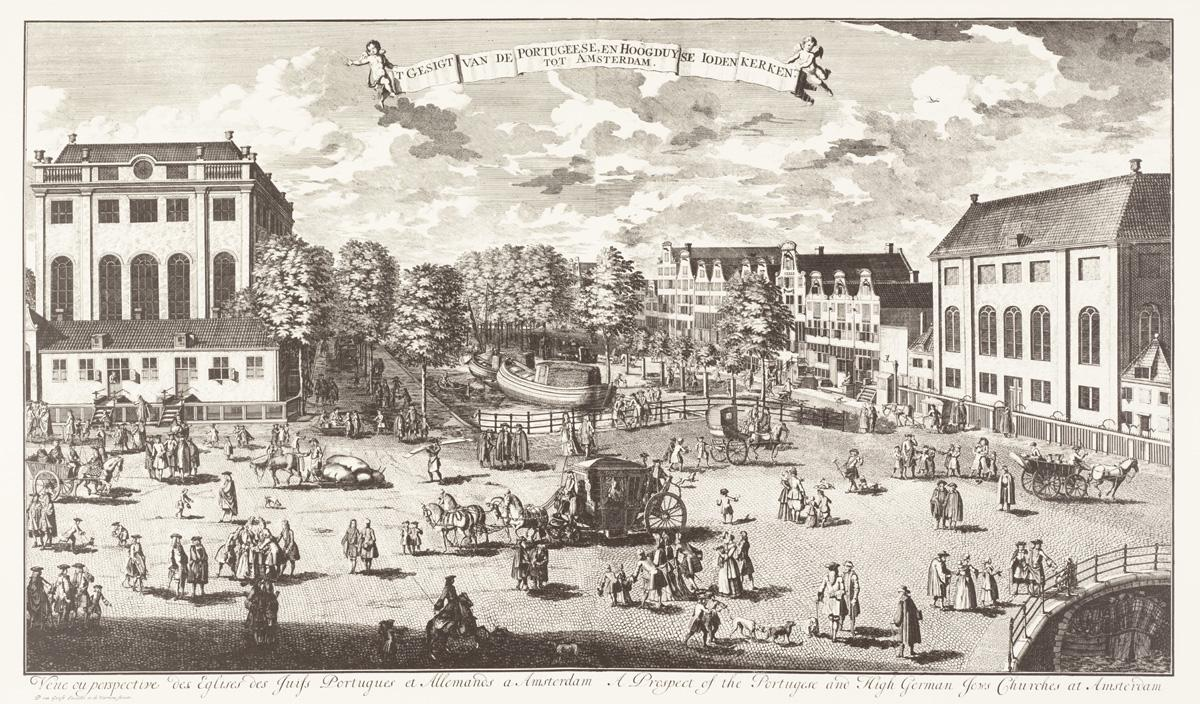
Загальний вигляд із синагоги зліва, 18 століття
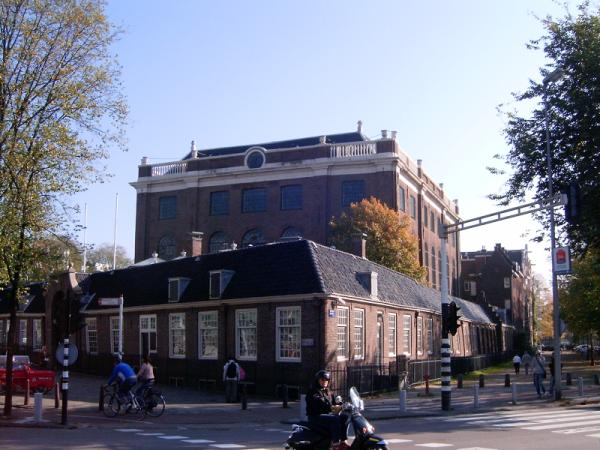
Вид збоку
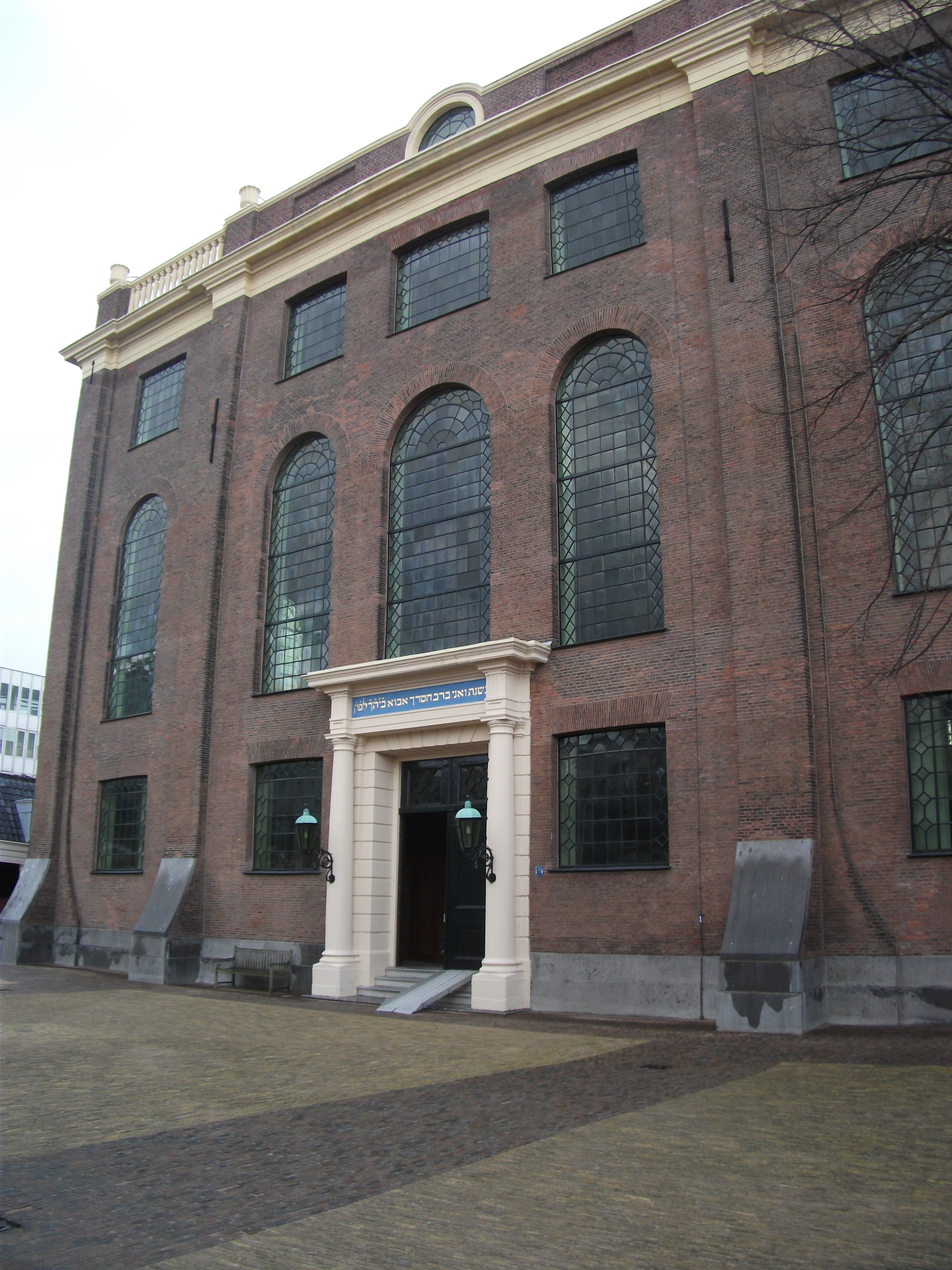
Зовнішній вигляд Есноги
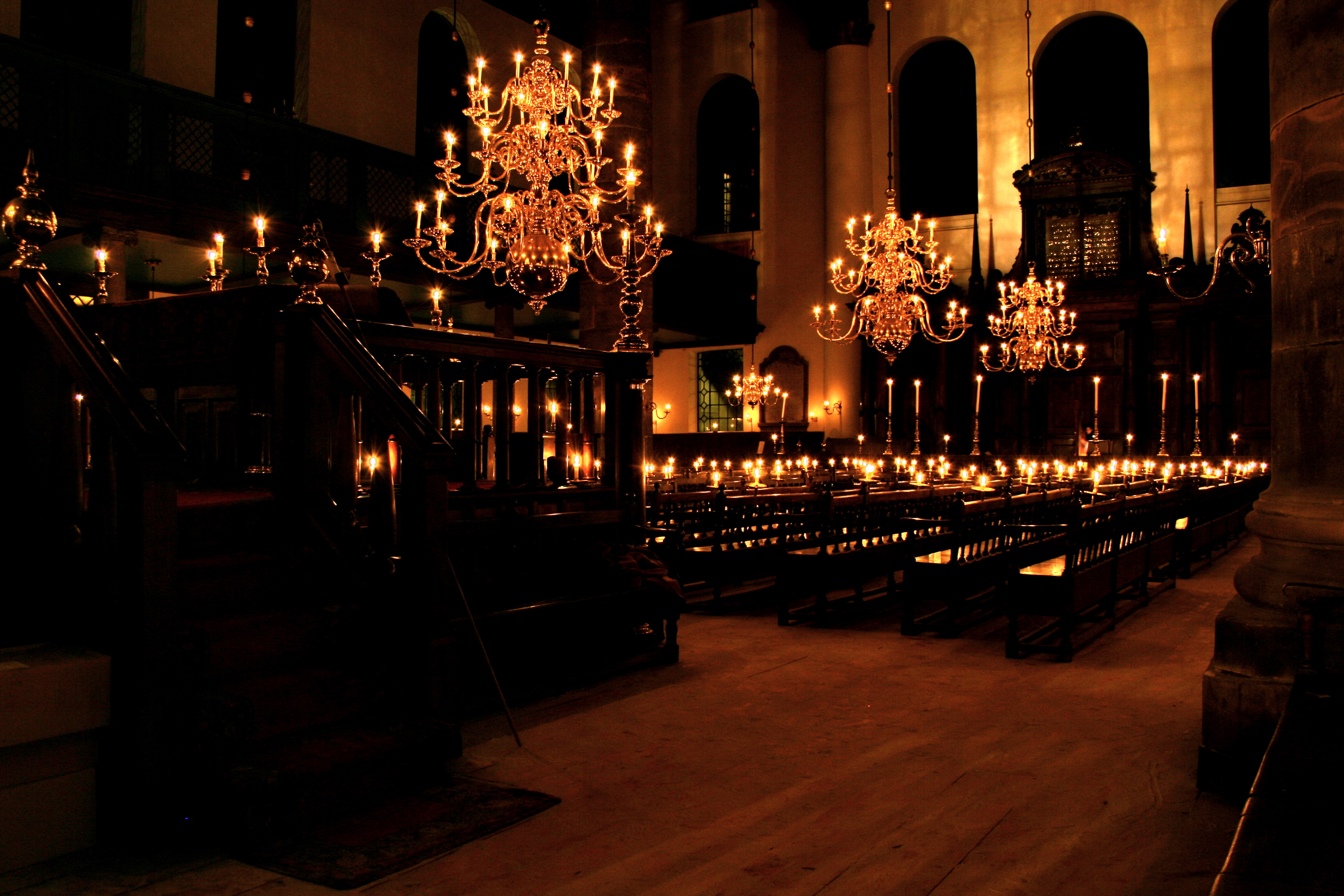
Інтер’єр, освітлений свічками
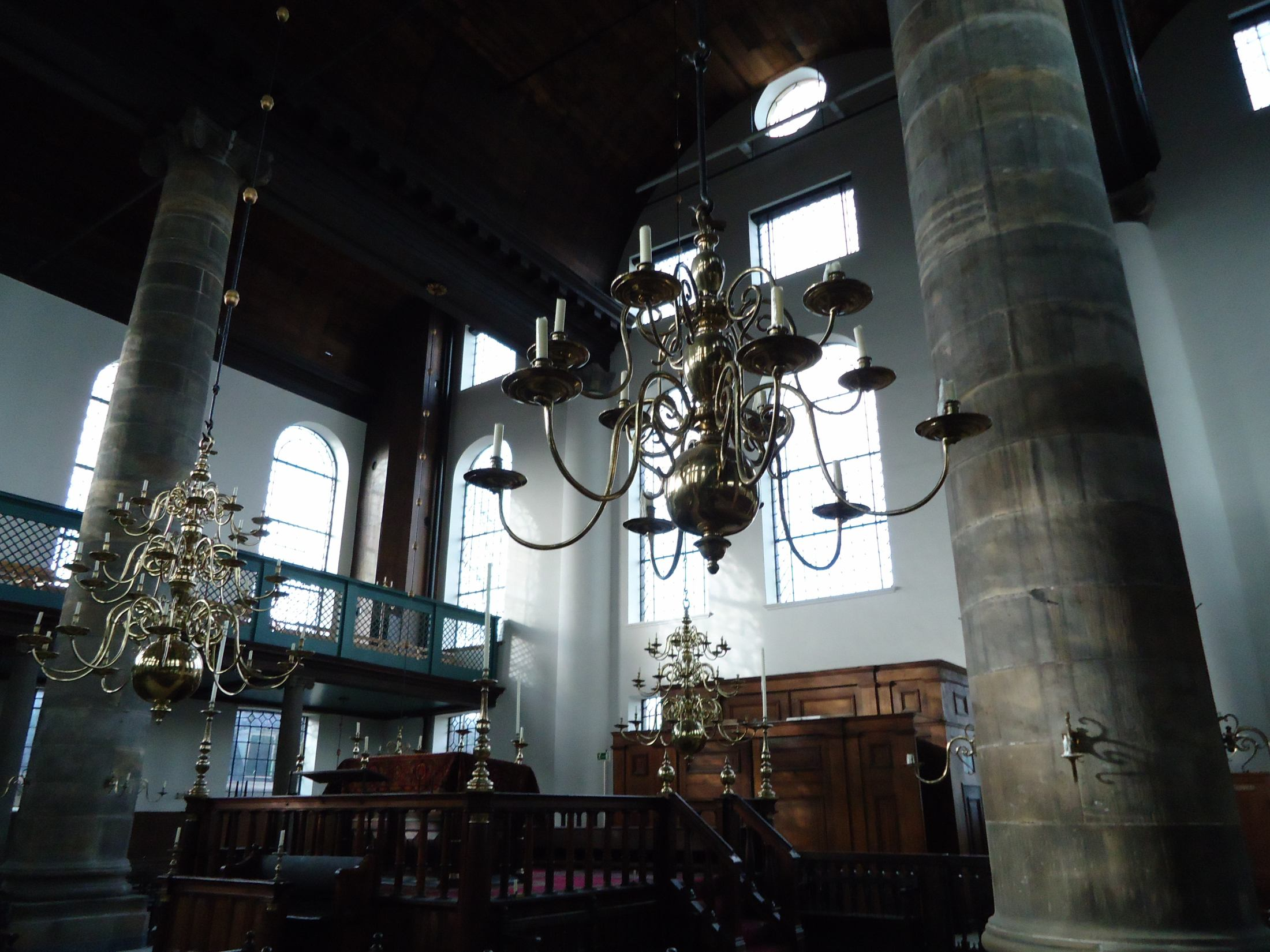
Інтер'єр
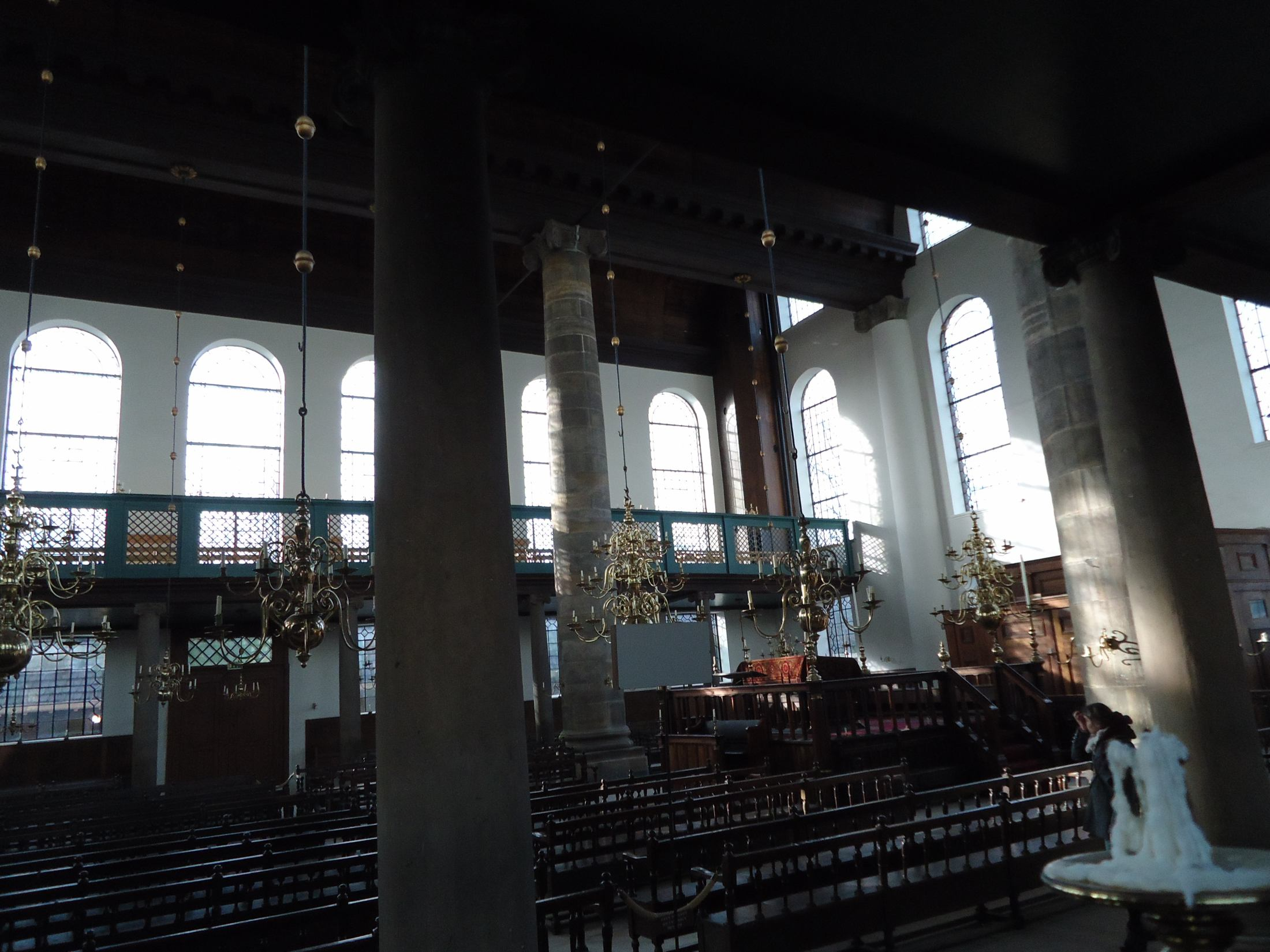
Вікна з природним освітленням
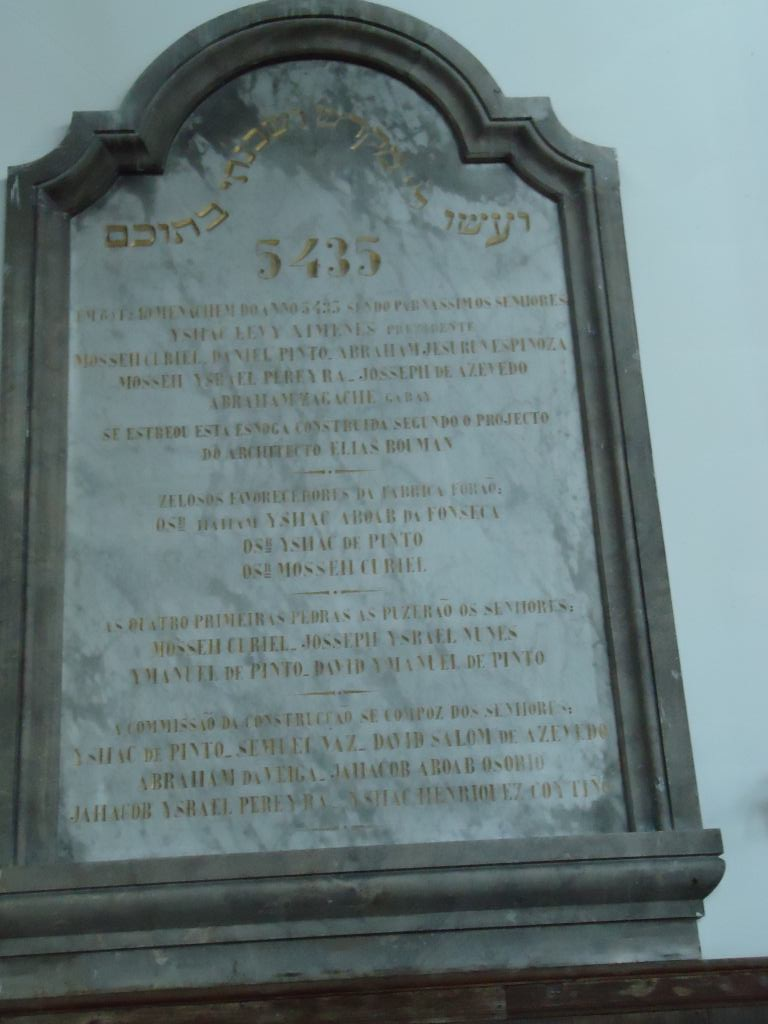
Пам'ятний камінь
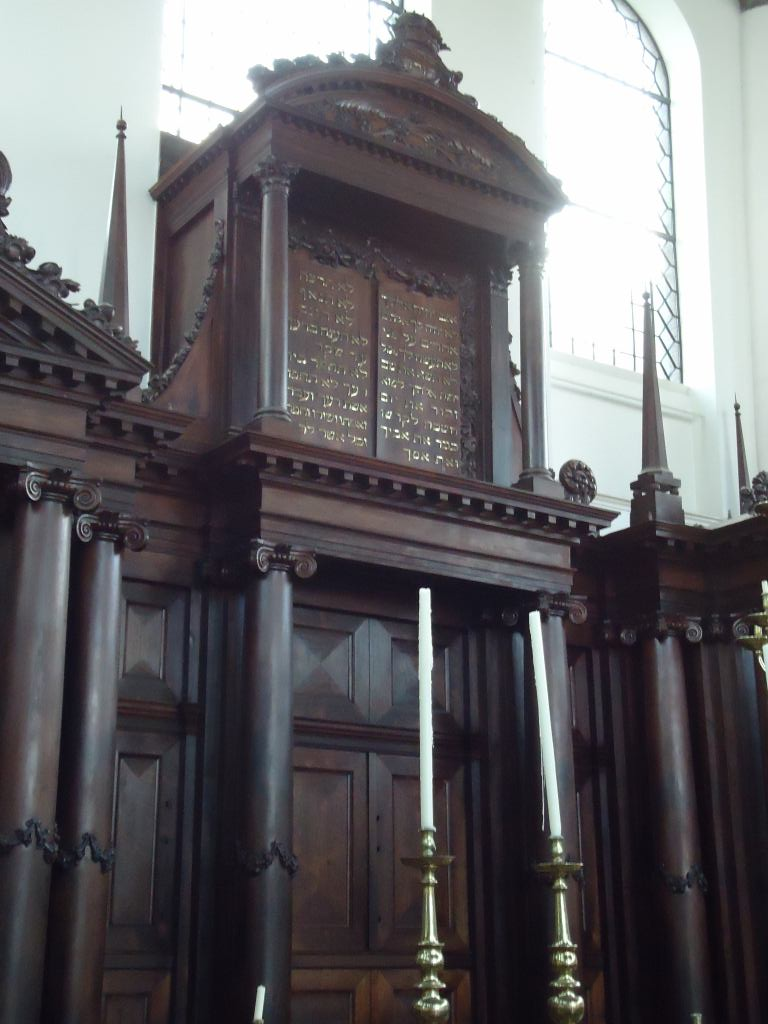
Ковчег або Хехал
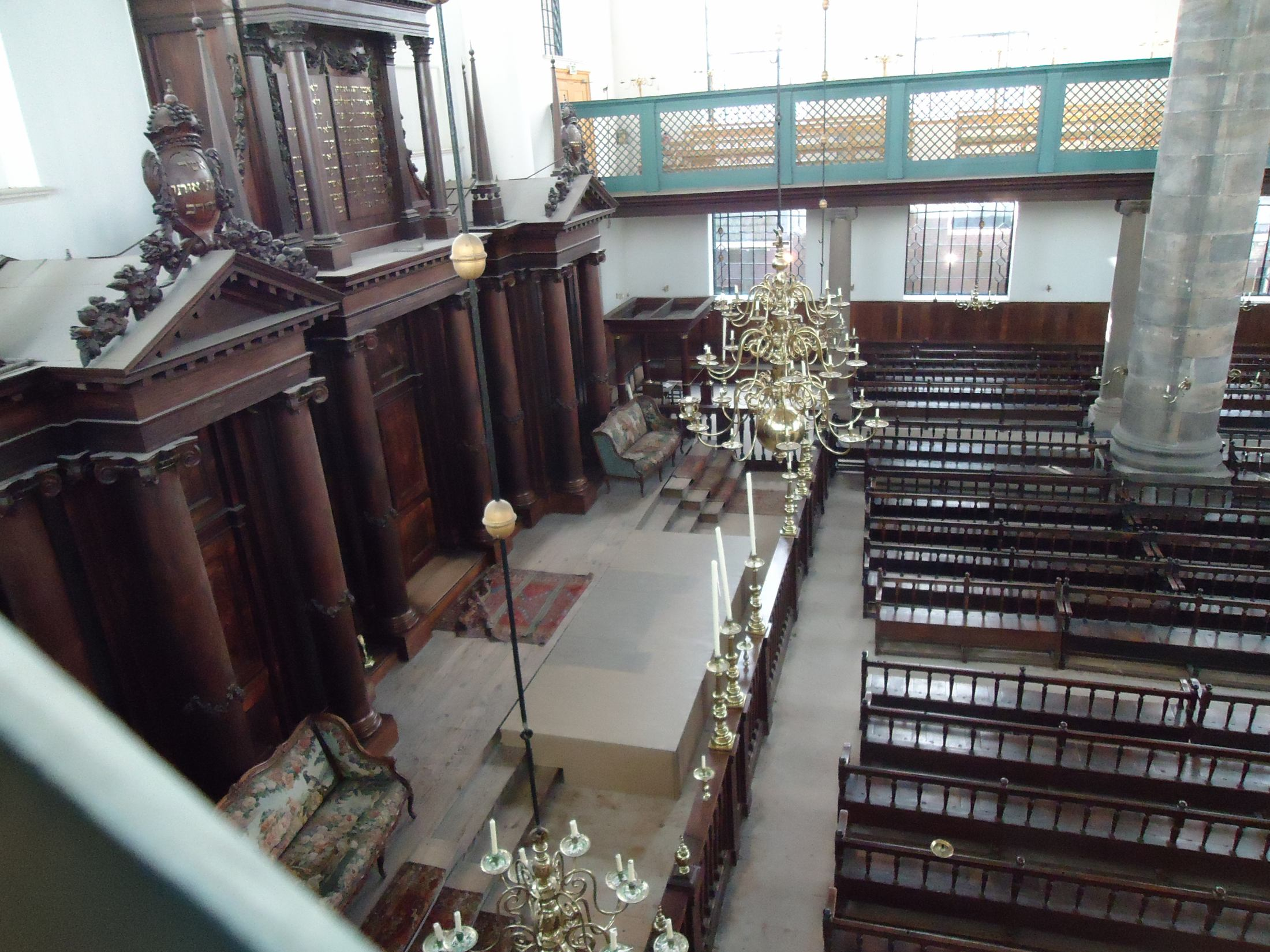
Хехал зверху
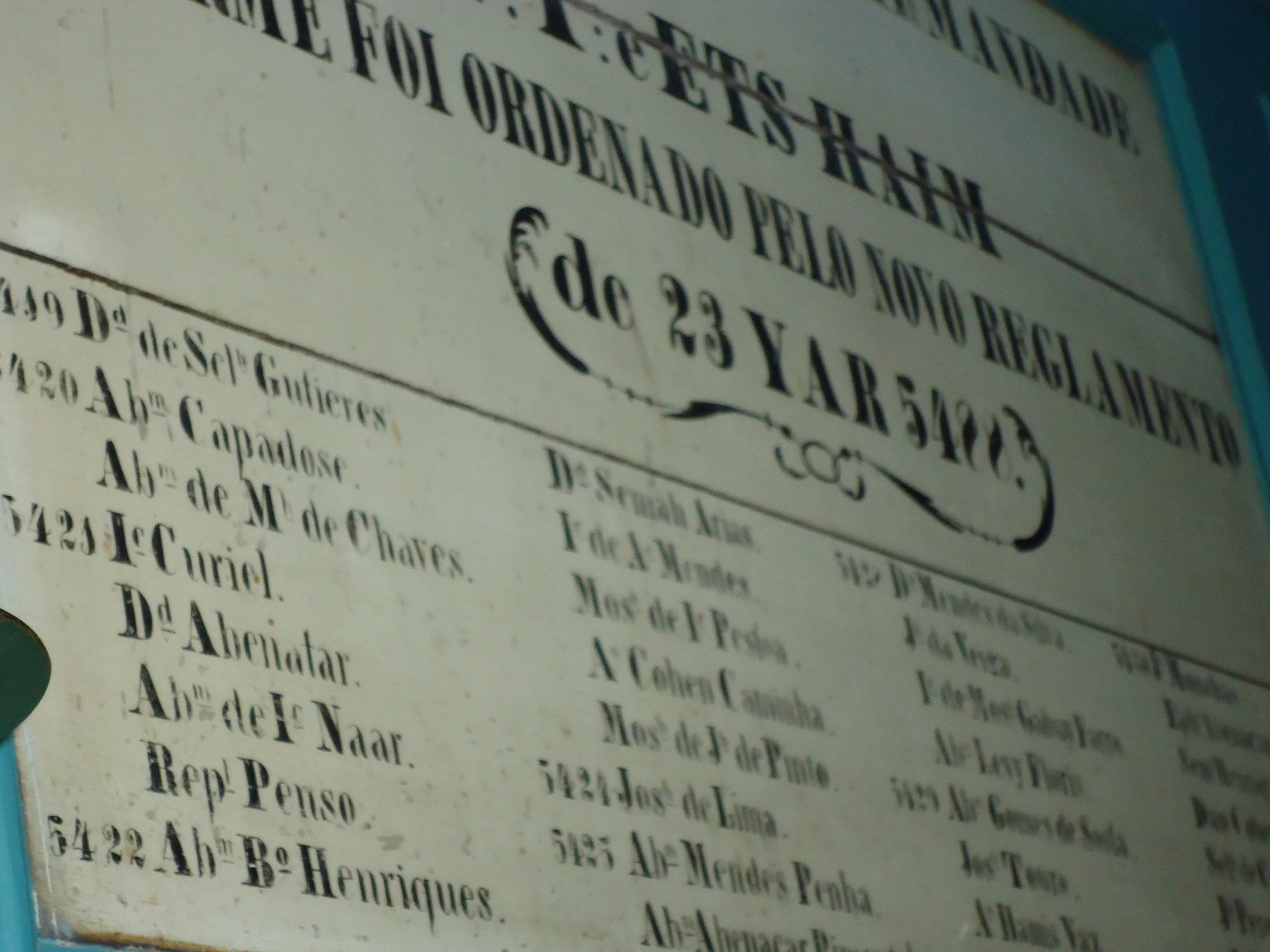
Меморіальні дошки в каплиці
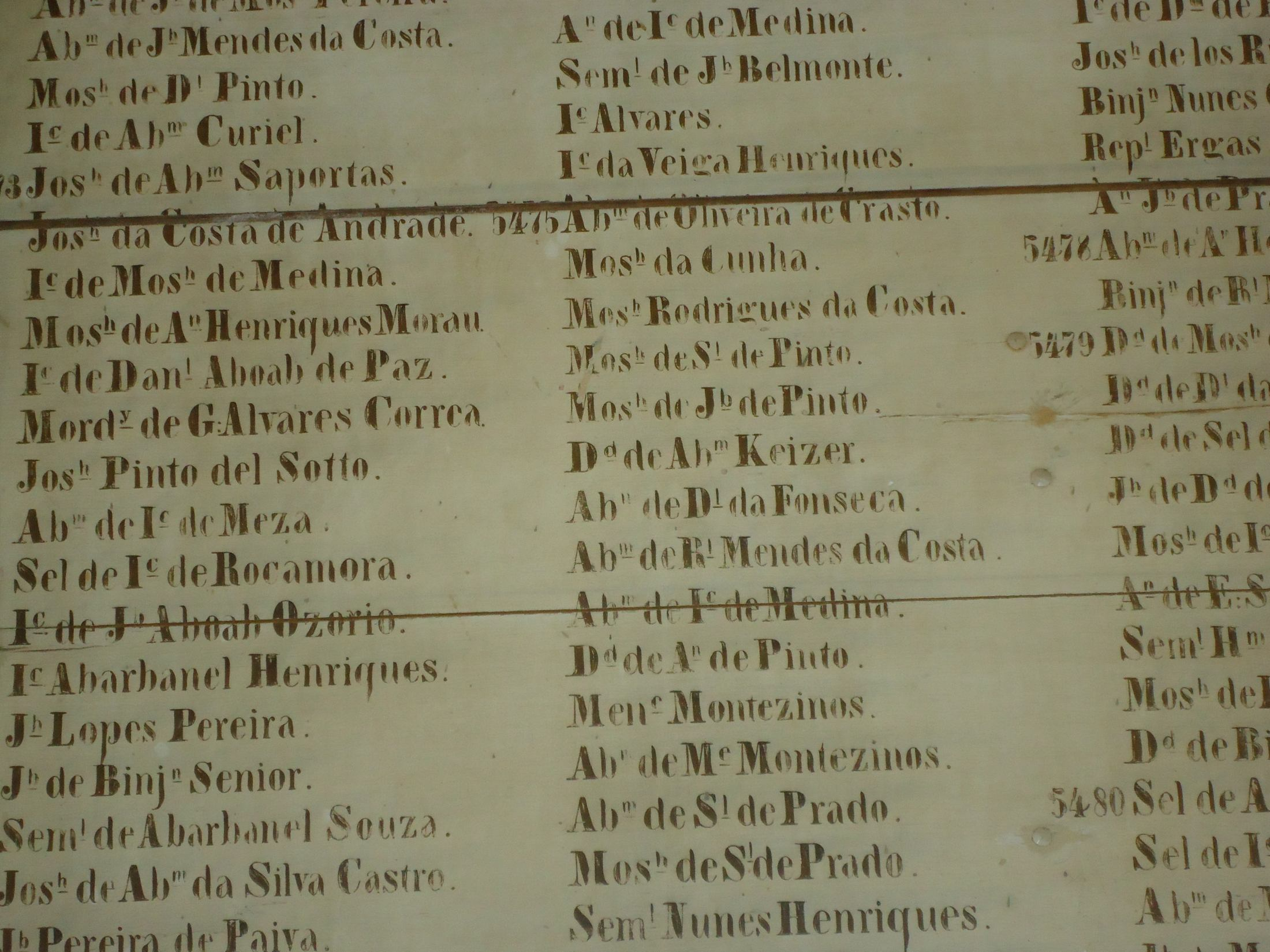
Меморіальна каплиця
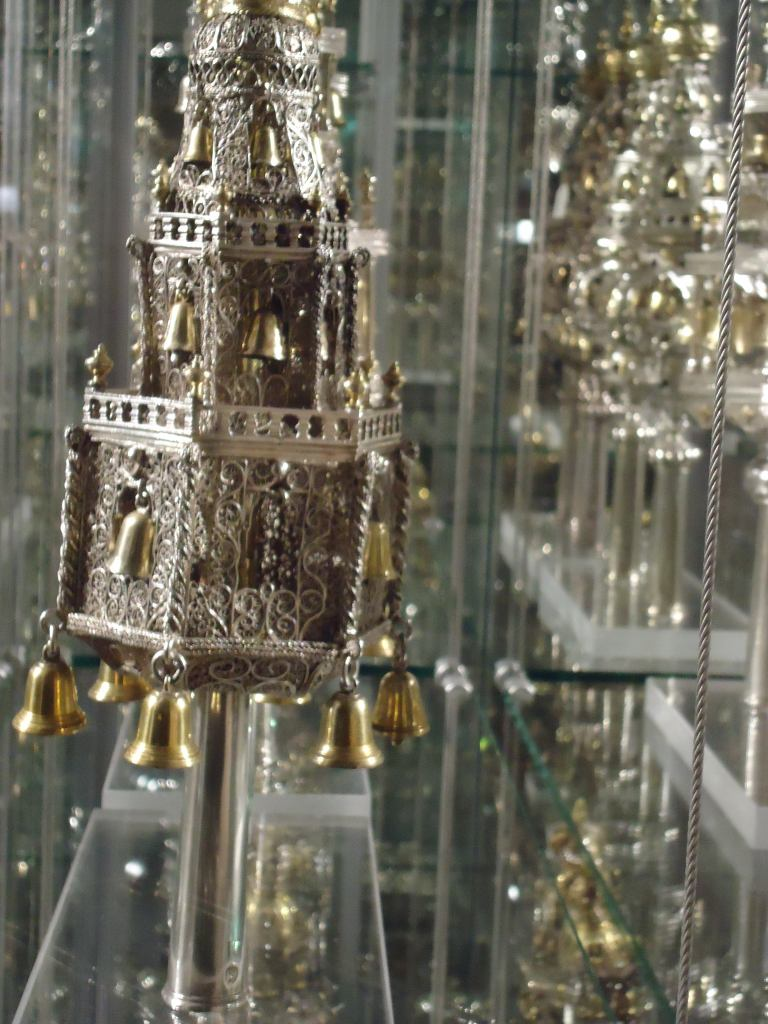
Срібні прикраси Тори
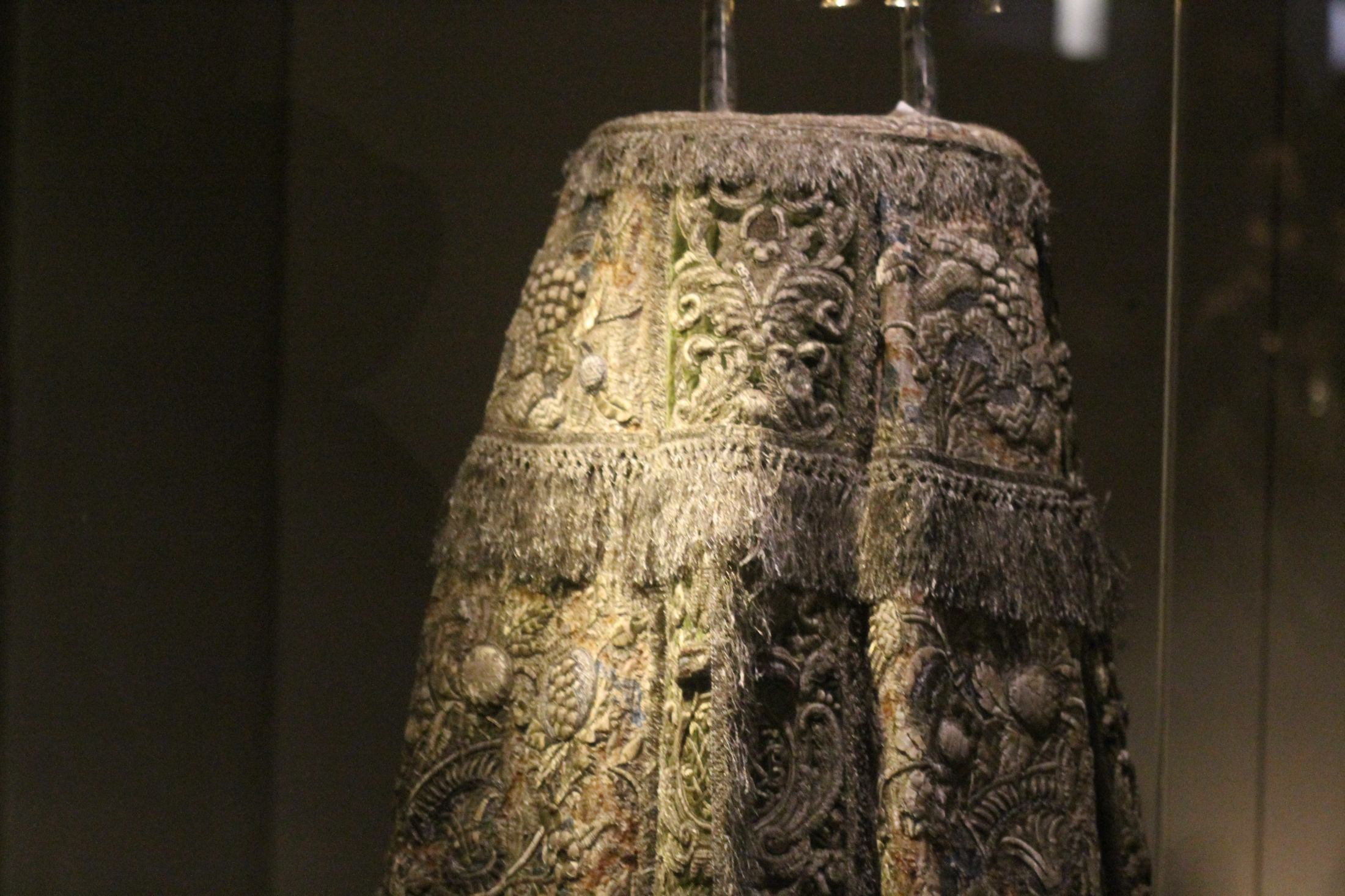
Тканина обкладинки
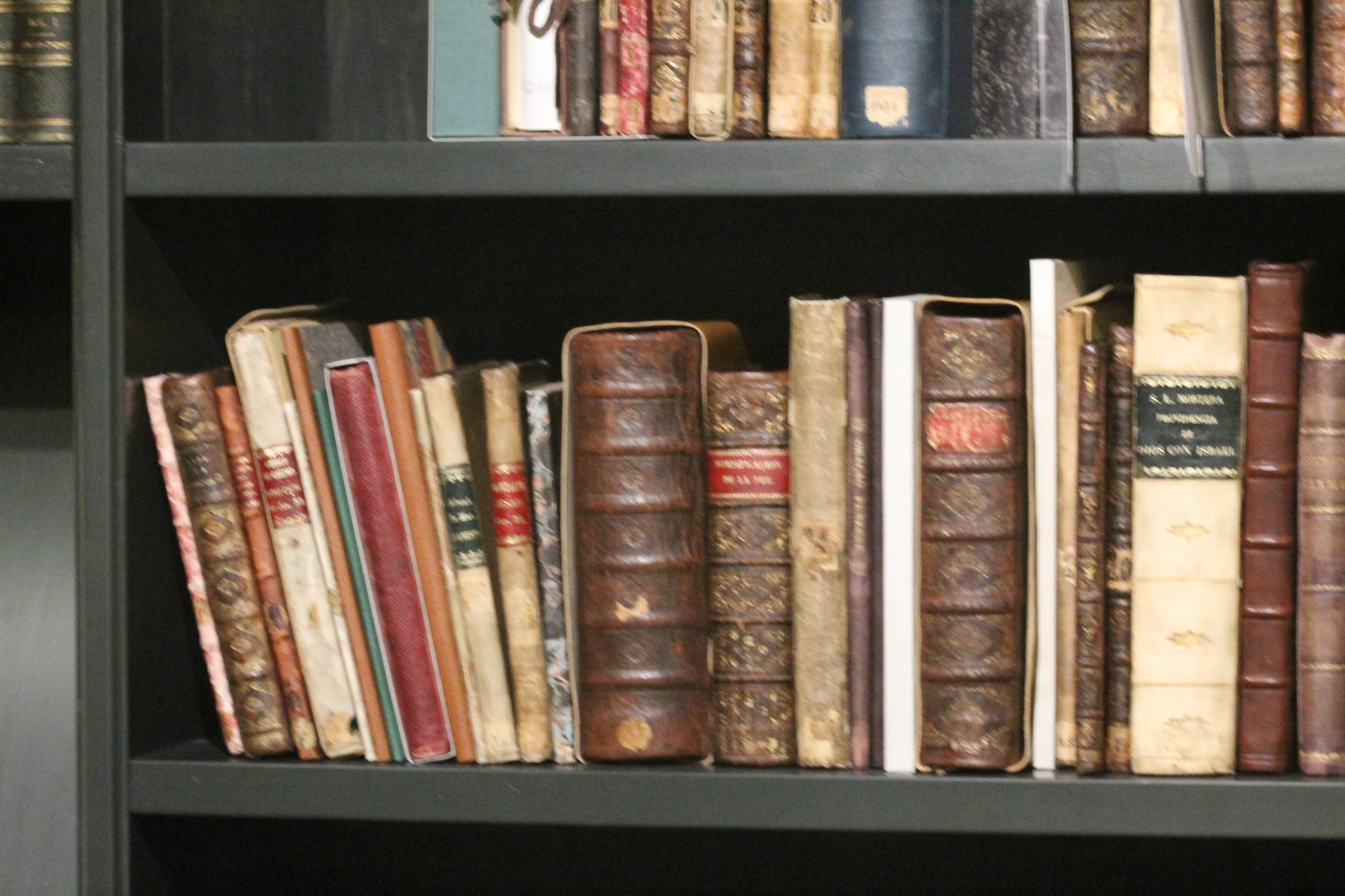
Книги з бібліотеки Ец Хаїм
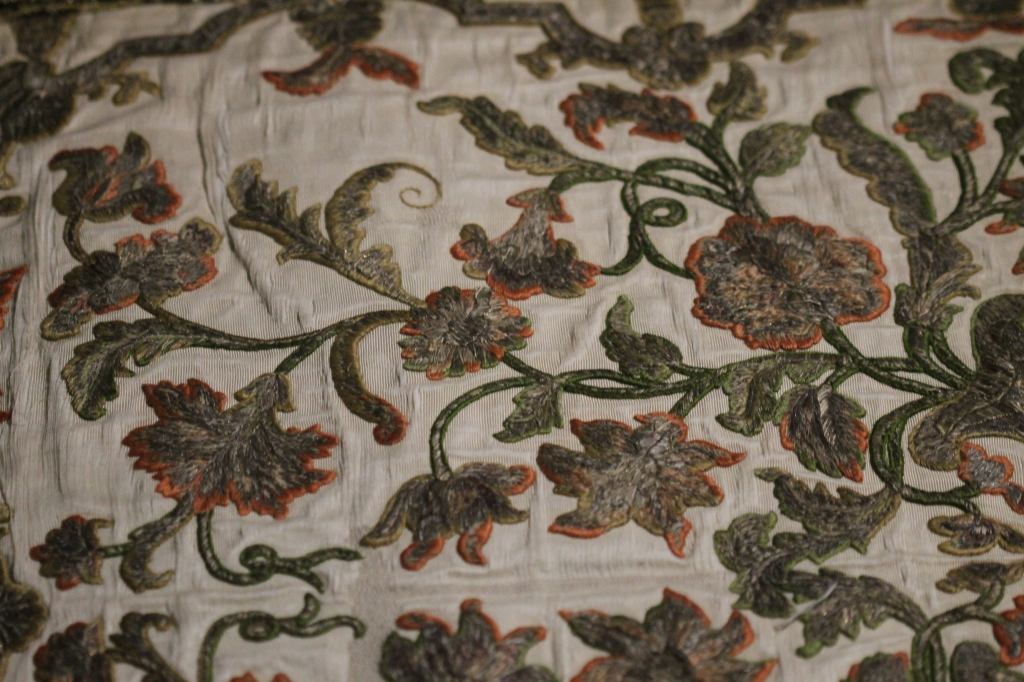
Деталь тканини з прикрас Тори
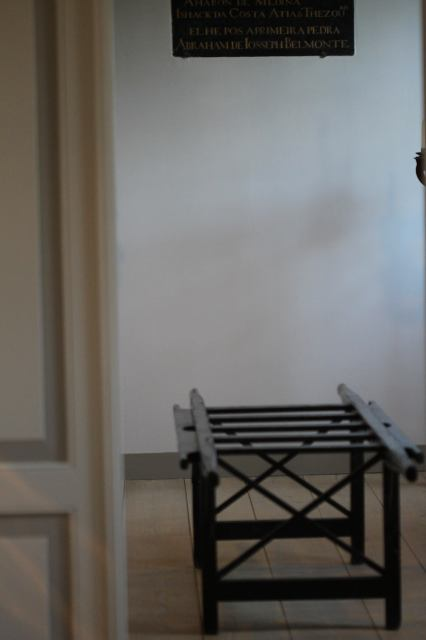
Кімната для жалоби, де за тілом стежать до поховання
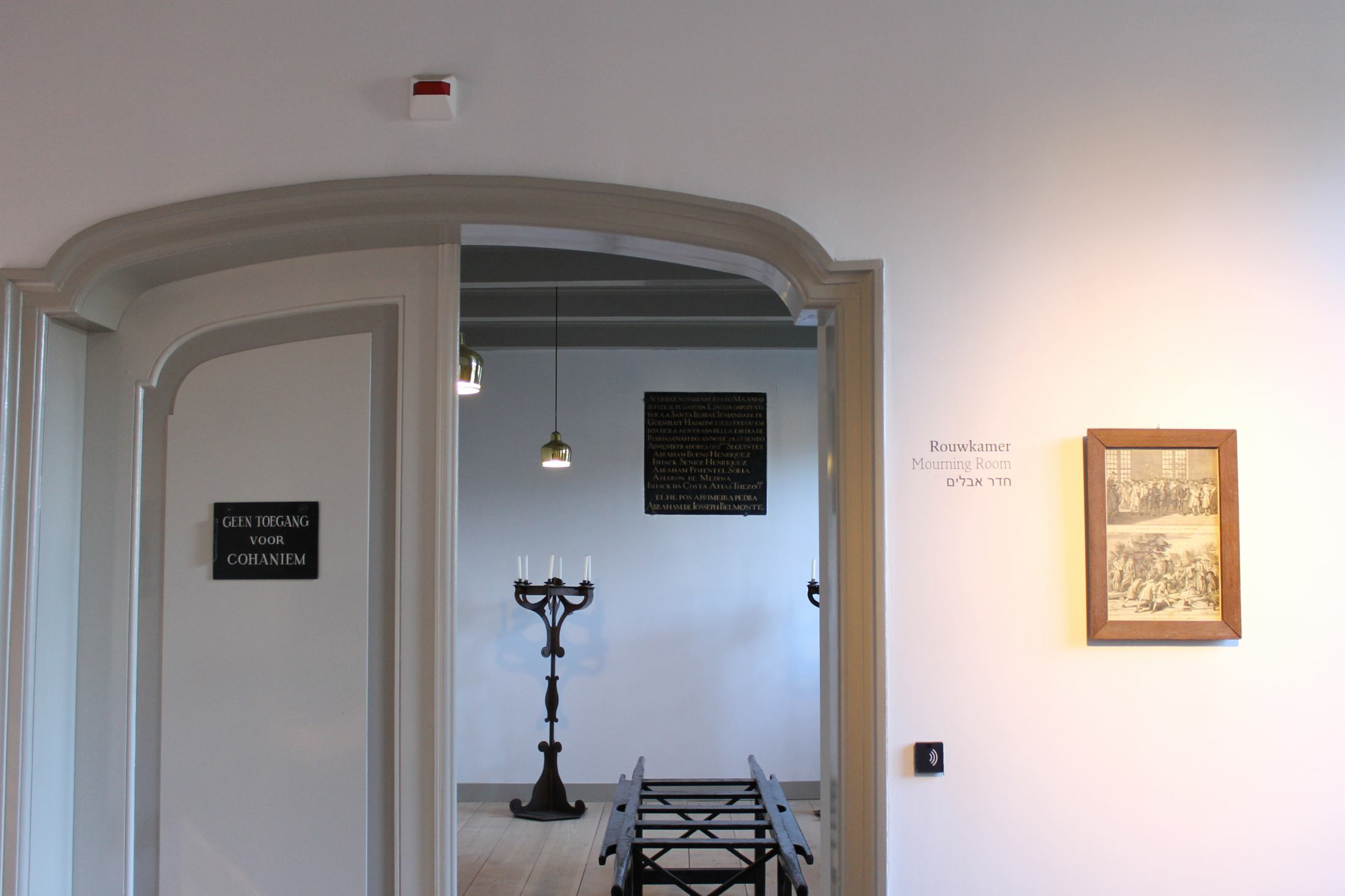
Єврейська траурна кімната

## Дивитися також
- Іспанські та португальські євреї
- Єврейський історичний музей, що займає чотири колишні синагоги, що прилягають до Есноги